# Elysia grandifolia
Elysia grandifolia (лат.) — вид морских брюхоногих моллюсков семейства Placobranchidae подкласса Heterobranchia.

## Систематика
Эдвард Фредерик Келаарт в 1858 году описал новый вид моллюсков Elysia grandifolia, но он не был уверен в принадлежности к роду Elysia, поэтому придумал альтернативное родовое название Hydropsyche (не путать с одноимённым родом насекомых), сделав Elysia grandifolia его типовым видом. Сейчас этот род синонимизирован с Elysia.

## Описание
Длина — до 12 сантиметров. Голова и тело светло-зелёные, покрытые белыми и чёрными пятнами. На голове два щупальца. Тело шире спереди и сужается сзади. Заметной ноги нет. С обеих сторон у этого моллюска расположены мускулистые крыловидные мембраны (параподии). В ширину с расправленными «крыльями» достигает 6,35 см. Келаарт писал: «Весь организм даёт представление о большом листе, при передвижении — о бабочке», добавляя, что в центре спины видно пульсирующее сердце.

## Распространение
Родина Elysia grandifolia — акватория Южной Индии, Шри-Ланки. Также этот моллюск был интродуцирован в Средиземное море.